# Koningspython
De koningspython (Python regius) is een niet-giftige slang uit de familie pythons (Pythonidae).

## Naam en indeling
De wetenschappelijke naam van de soort werd voor het eerst voorgesteld door George Shaw in 1802. Oorspronkelijk werd de wetenschappelijke naam Boa Regia gebruikt.
De soortaanduiding regius betekent 'koninklijk', toch is koningspython eigenlijk een slechte naam voor deze soort. Alle andere slangen met de term 'koning' in hun naam eten weleens andere slangen, de koningspython echter niet. De Engelse benaming royal python (koninklijke python) of ball python (balpython) is veel beter van toepassing. De herkomst van de soortnaam regius zou liggen in de soms kroonachtige vlekkentekening of omdat deze python al sinds lange tijd door koningen aanbeden werd vanwege de pracht, zeker is dat echter niet.

## Uiterlijke kenmerken
De kleur is meestal donkerbruin tot zwart met geelbruine, ovale vlekken. Vaak zitten in deze vlekken kleinere vlekjes die dezelfde kleur hebben als de basiskleur. Er is echter veel variatie, ook roodbruine tot gele exemplaren komen voor. Het lichaam is erg dik, gespierd en massief, de kop erg groot, afgeplat-peervormig en duidelijk afgesnoerd door de nek. Deze slang wordt meestal niet langer dan anderhalve meter, vrouwtjes worden in sommige gevallen iets groter. Rond de bek bevinden zich opvallende warmtezintuigen.

## Levenswijze
Het voedsel bestaat uit knaagdieren, amfibieën, hagedissen en vogels. Deze worden 's nachts gevangen want overdag zit deze soort veelal verscholen in donkere plaatsen zoals termietenhopen, holen in de grond en onder boomwortels. Het is een op de grond levende slang die met enige regelmaat wil klimmen en die zijn prooi wurgt voordat deze wordt opgegeten. De koningspython bijt zeer zelden.
Bij gevaar rolt deze slang zich op als een bal met de kop in het midden ter bescherming, vandaar de Engelstalige naam 'ballpython'. Het legsel bestaat uit drie tot acht eieren, die worden uitgebroed tussen rotsen of in ondergrondse holen.

## Verspreiding en habitat

Verspreidingsgebied binnen Afrika in het groen.

De koningspython komt voor in delen van westelijk Afrika en leeft in de landen Senegal, Gambia, Guinee-Bissau, Guinee, Sierra Leone, Ivoorkust, Ghana, Togo, Benin, Niger, Burkina Faso, Nigeria, Kameroen, Centraal-Afrikaanse Republiek, Congo-Kinshasa, Mali, Oeganda en Soedan.
De habitat bestaat uit droge tropische en subtropische bossen, savannes, scrubland en graslanden. Ook in door de mens aangepaste streken zoals weilanden en plantages kan de slang worden aangetroffen. De koningspython leeft vrijwel altijd in de buurt van water.

## Beschermingsstatus
Door de internationale natuurbeschermingsorganisatie IUCN is de beschermingsstatus 'gevoelig' toegewezen (Near Threatened of NT).

## Gevangenschap
De koningspython is in toenemende mate een populair dier om te houden in terraria. De soort staat bekend als rustig en niet agressief en er zijn inmiddels vele kleurvariaties, zogenaamde 'kleurmutaties' van deze soort beschikbaar. Ook zijn er verschillende patronen te vinden, bijvoorbeeld de mojave print en de spider print. De combinatie van kleur- en patroonmutatie bepaalt de prijs van een koningspython. Daarnaast is de koningspython, zoals alle andere pythons, niet giftig.
Desondanks heeft ook deze slang nadelen als hij in huis gehaald wordt. Een koningspython kan bijvoorbeeld ouder dan twintig jaar worden, heeft te lijden onder verschillende ziektes en parasieten en kan gestrest raken bij een verkeerde huishouding. Hierdoor gaat de slang voedsel weigeren en kan hierdoor uiteindelijk sterven. Dit laatste komt voornamelijk voor bij geïmporteerde dieren die als wildvang en farmbreed worden aangeboden. Om deze reden wordt de aanschaf van nakweekexemplaren geadviseerd, omdat deze alleen bij hoge uitzondering eetproblemen vertonen.